# Blackberry Smoke
Blackberry Smoke är ett rockband från Atlanta, USA som bildades 2000. 

## Medlemmar

### Nuvarande medlemmar
- Charlie Starr – sång, sologitarr, rytmgitarr (2000– )
- Paul Jackson – sologitarr, rytmgitarr, bakgrundssång (2000– )
- Richard Turner – basgitarr, bakgrundssång (2000– )
- Brandon Still – keyboard (2009– )

### Tidigare medlemmar
- Brit Turner – trummor (2000–2024)[1]

## Diskografi

### Studioalbum
- 2004 – Bad Luck Ain't No Crime
- 2009 – Little Piece of Dixie
- 2012 – The  Whippoorwill
- 2015 – Holding All the Roses
- 2016 – Like an Arrow
- 2018 – Find a Light

### Livealbum
- 2014 – Leave a Scar, Live: North Carolina
- 2019 – Homecoming/Live in Atlanta

### EP
- 2008 – New Honky Tonk Bootlegs
- 2008 – Little Piece of Dixie-The EP
- 2015 – Wood, Wire & Roses
- 2018 – The Southern Ground Sessions